# Batalha do Dia de Santiago Maior

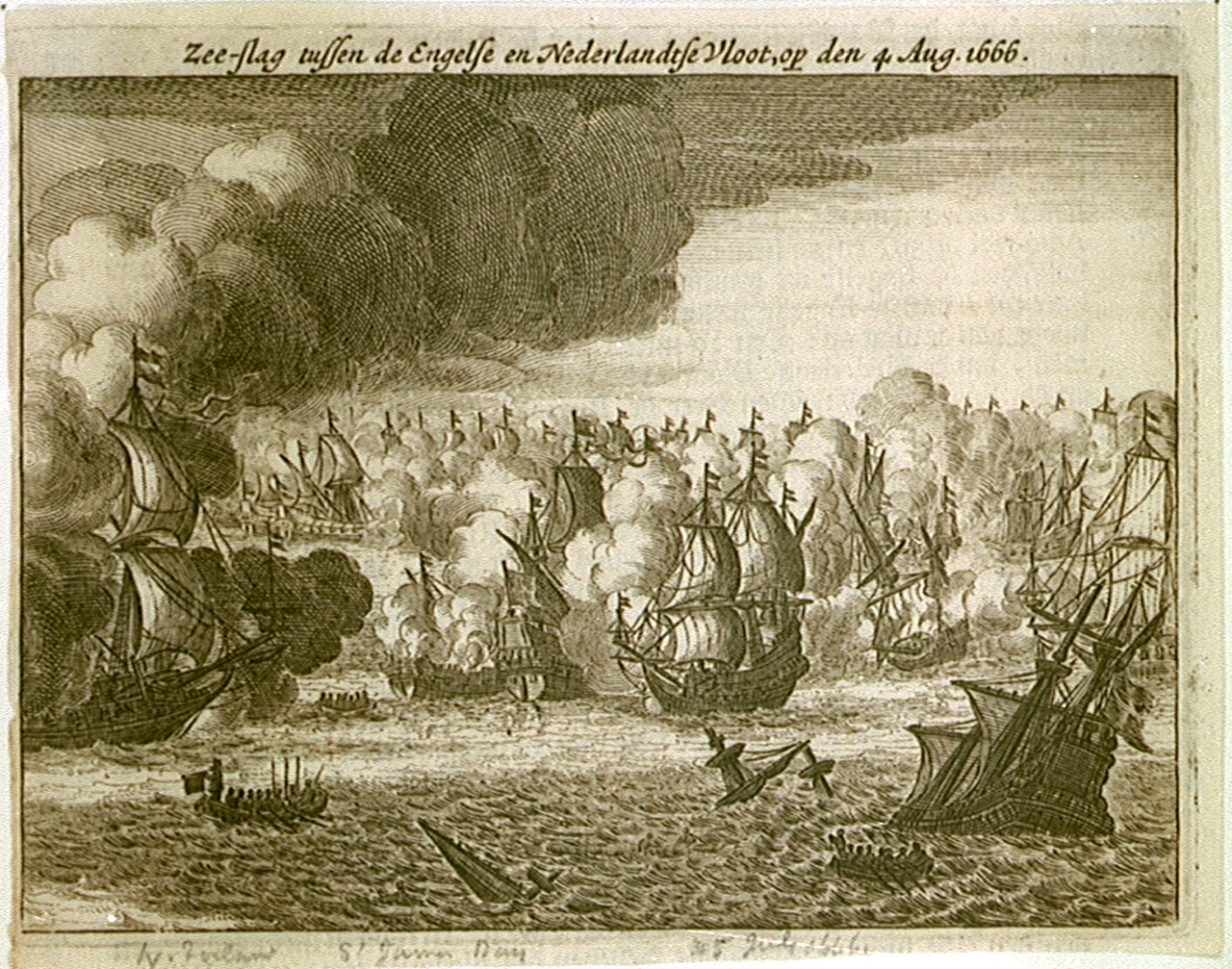
Batalha do Dia de Santiago Maior

A Batalha de Santiago Maior (também conhecida como Batalha do Cabo do Norte ou Batalha de Orfordness) foi um conflito naval da Segunda Guerra Anglo-Holandesa.  O confronto aconteceu no dia 25 de Julho de 1666, dia Santiago Maior no calendário Juliano que ainda era utilizado na Inglaterra, 4 de Agosto do calendário Gregoriano.  A frota inglesa foi comandada pelo Ruperto do Reno e George Monk, 1º Duque de Albemarle e a frota holandesa foi comandada pelo almirante Michiel de Ruyter.  Em neerlandês, a batalha é conhecida como Batalha dos Dois Dias